# Takeoff
Ке́ршник Ка́ри Бо́лл (англ. Kirshnik Khari Ball; 18 июня 1994, Лоренсвилл, Джорджия — 1 ноября 2022, Хьюстон, Техас), более известный под псевдонимом Takeoff (рус. Тейкофф) — американский рэпер. Был наиболее известен как участник хип-хоп-группы Migos, в состав которого так же входили его дядя Quavo и рэпер Offset. Песни группы неоднократно попадали в чарт Billboard Hot 100: «MotorSport» при участии Ники Минаж и Cardi B, «Stir Fry» и «Walk It Talk It» при участии Дрейка попали в топ-10, а сингл «Bad and Boujee», записанный при участии Lil Uzi Vert, занял первое место. Кроме того, Takeoff дважды был номинирован на премию «Грэмми». Его единственный прижизненный сольный студийный альбом The Last Rocket, выпущенный в ноябре 2018 года, занял четвёртое место в американском чарте Billboard 200. 1 ноября 2022 года Takeoff был застрелен в Хьюстоне, штат Техас.

## Биография

### Ранние годы
Кершник Кари Болл родился 18 июня 1994 года в Лоуренсивилле, Джорджия. Воспитывался матерью, вместе с Quavo и Offset.

### Карьера
Вместе с Quavo и Offset, Takeoff начал заниматься рэпом в 2008 году. Группа изначально выступала под названием Polo Club, но в итоге сменила название на Migos. Свой первый полнометражный проект, микстейп, под названием Juug Season группа выпустила 25 августа 2011 года. Затем вышла пластинка No Label, выпущенный 1 июня 2012 года.
Migos приобрели известность после выхода своего сингла «Versace» в 2013 году. На песню сделал ремикс Дрейк, также она достигла 99-й позиции в чарте Billboard Hot 100 и 31-й — в чарте Hot R&B/Hip-Hop Songs.
Их дебютный студийный альбом Yung Rich Nation был выпущен в июле 2015 года, гостевое участие приняли Крис Браун и Янг Таг, продюсировали Zaytoven и Murda Beatz. Альбом достиг 17-й строчки в Billboard 200.
В 2017 году Migos выпустили свой первый сингл, продержавшийся на первой позиции больше недели, «Bad and Boujee» (при участии Lil Uzi Vert). Далее песня была четырежды сертифицирована RIAA как платиновая. Хотя Takeoff можно увидеть в одной из сцен музыкального видео, в записи песни он не участвовал. Рэпер сказал, что в момент записи песни он был занят.
Второй студийный альбом Migos Culture был выпущен 27 января 2017 года и дебютировал на 1-й строчке американского чарта Billboard 200 с 44 000 проданных копий в течение первой недели с выпуска. В США альбом получил платиновую сертификацию в июле 2017 года.
2 ноября 2018 года Takeoff выпустил свой сольный дебютный студийный альбом под названием The Last Rocket. Он стал единственной прижизненной пластинкой рэпера.
Третий альбом Migos Culture II был выпущен 26 января 2018 года. Он стал второй пластинкой группы, дебютировавшей на 1-м месте в Billboard 200 с 38 000 проданных копий в первую неделю после выпуска. Последняя пластинка трио Culture III вышла 11 июня 2021 года.

### Смерть
«Я хочу, чтобы люди помнили меня, пока я здесь, а не после того, как я умру»Из последнего интервью Takeoff, 22 октября 2022.
В ночь на 1 ноября 2022 года Takeoff был убит шальными пулями в голову и туловище, когда играл в кости вместе с Quavo в боулинге 810 Billiards & Bowling в Хьюстоне, штат Техас. Он был объявлен мёртвым на месте происшествия. Стрельба произошла из-за возникшего конфликта. Неизвестный выстрелил четыре раза, после того как Quavo проиграл все свои деньги. Согласно заявлению полиции Хьюстона, ещё двое пострадавших были доставлены в больницы на личных автомобилях. Позже департамент добавил: «Мы не раскрываем личность погибшего до тех пор, пока его семья не будет уведомлена и удостоверение личности не будет подтверждено Институтом судебной медицины округа Харрис». Через пару часов полиция подтвердила смерть Takeoff.

### Посмертные релизы
Первым посмертным выпущенным материалом при участии Takeoff стала совместная с ASAP Rocky песня «Feel the Fiyaaaah» с альбома Heroes & Villains продюсера Metro Boomin.

## Музыкальный стиль и образ
Takeoff был известен своей техничной читкой. В The New York Times считают, что «быстрый триплет был основным элементом его стиля, заставлял звучать свежо». Pitchfork назвало его музыку «прямолинейной насколько это возможно, беспощадной и обманчиво сложной. Продуктом аналитического ума», издание отметило, что «уникальной способностью рэпера была возможность менять скорость и ритм, не теряя при этом остроту рифм». В Rolling Stone считают, что Takeoff «демонстрировал мастерское сочетание плавности, ритма и лирической точности. Он знал, когда перенести свой флоу в следующий такт, а когда синкопировать, чтобы оставить место для импровизации».
В 2018 году Quavo заявил, что Takeoff лучший рэпер в Migos. Pitchfork назвало его «якорем» группы: «У Quavo был талант придумывать хуки, Offset привносил южный флер, а Takeoff склеивал их вместе».
Takeoff был известен как «самый тихий участник Migos». Pitchfork отмечает, что «он вёл себя замкнуто на людях и не был так знаменит, как Quavo и Offset». Сравнивая Migos с британской рок-группой The Beatles, редакция сайта Genius назвала Takeoff «Джорджем Харрисоном, тем самым тихим участником, чей вклад иногда упускают из виду», в заключении она написала: «Во времена расцвета трио фанаты и критики любили спорить о том, кто из участников был лучшим. Эти разговоры обязательно будут продолжаться, как и в случае с The Beatles, но нельзя отрицать тот факт, что Takeoff был важной частью звучания и успеха Migos».

## Конфликты

### 2015: Инцидент в Южном университете Джорджии
18 апреля 2015 года Migos должны были выступить на проводимом Южным университетом Джорджии концерте на арене Hanner Fieldhouse. Шоу началось в 19:00, открывали его местные артисты; тем не менее группа вышла на сцену почти на полтора часа позже запланированного времени, а именно — в 21:00. И хоть в их контракте предусматривалось минимальное время выступления 45 минут, концерт группы продлился менее 30 минут. Департамент полиции университета, департамент полиции Стейтсборо и управление шерифа округа Буллок, которые присутствовали на концерте в качестве охраны, почувствовали сильный запах марихуаны, исходящий из фургонов группы. После дальнейшего расследования трио и 12 членов их окружения были арестованы за хранение марихуаны и других наркотических веществ, а также незаконное хранение огнестрельного оружия.

### 2017: Инцидент с полётом в Атланте
7 июля 2017 года Тейкоффа попросили покинуть рейс из Атланты в Де-Мойн (штат Айова) после того, как он, по сообщениям, отказался убрать свою сумку с пола в специальное хранилище.

### 2020—2021: Обвинения в сексуальных домогательствах
5 августа 2020 года стало известно, что против Takeoff был подан гражданский иск, в котором неизвестная женщина обвиняла рэпера в «сексуальном насилии, лишении свободы, гендерном насилии и вмешательстве в гражданские права» на вечеринке в июне 2020 года в Лос-Анджелесе.
2 апреля 2021 года окружная прокуратура Лос-Анджелеса заявила, что не будет выдвигать уголовные обвинения против Takeoff из-за недостаточности доказательств.

## Дискография

### Студийные альбомы
- The Last Rocket (2018)

### Совместные альбомы
- Only Built for Infinity Links (совместно с Quavo) (2022)

## Фильмография
| Год  |   | Русское название | Оригинальное название | Роль     |
| ---- | - | ---------------- | --------------------- | -------- |
| 2014 | ф | Бандо            | Bando                 | Takeoff* |
| 2016 | с | Атланта          | Atlanta               | Takeoff* |

- Камео